# Франкировка
Франкировка е основен термин от международната търговия, който се употребява с няколко значения.

## Условие на доставка

### Понятие
Терминът франкировка обикновено се използва на български в това значение, като понякога се нарича с по-общия термин „условия на доставка“ или „база на цената“.
Това е уговорка в договора, определяща място (склад, гара, селище или др.), до което продавачът поема отговорността и разходите (в цената) за натоварване, превозване, разтовараване на стоката и пр. Често (без франкировките от група C) това е и мястото, до което продавачът носи рисковете от повреждане и/или погубване на стоката. След това място отговорността, разходите и рисковете са за купувача.
Обикновено франкировката се пояснява с израз, включващ думата „франко“, която означава „свободно от (договореното място)“. Тя се превежда на основните езици за търговия в Европа така:
- английски: free
- френски: franco
- немски: franko
- италиански: franco
- руски: франко

### Инкотермс
С оглед да се избягват недоразумения между договарящите се страни и да се улеснят преговорите им Международната търговска палата в Париж приема през 1936 г. унифицирани Международни правила за тълкуване на търговските термини, известни като Инкотермс (Incoterms, съкратено от International Commercial Terms). За всяка франкировка са описани много подробно (на няколко страници) задълженията по доставката поотделно на продавача и на купувача.
Правилата „Инкотермс“ са претърпели няколко редакции, като са внесени в тях изменения и допълнения както по броя и названията на франкировките, така и по съдържанието им – 1953, 1967, 1976, 1980, 1990, 2000 и 2010 г. Последната редакция на документа е „Инкотермс-2010“.
Започвайки от редакцията от 1990 г., за улеснение франкировките са групирани според разпределението на задълженията между 2-те договорни страни:
- група E – продавачът само предоставя стоката на купувача (обикновено в свой склад);
- група F – продавачът предоставя стоката на превозвача, определен от купувача;
- група C – продавачът осигурява превоза, без да поема риска от загуба или повреда на стоката и/или допълнителни разходи;
- група D – продавачът поема всички разходи и рискове за доставка на стоката до нейното местоназначение.

### Франкировки
„Инкотермс-2000“ описва следните 13 франкировки (с пълното/съкратеното название на английски с превод на български):
- EXW / EX Works (named place) = франко завода (уговорено място) – Продавачът предоставя стоката в неговите помещения. Купувачът е отговорен за товаренето. Тази форма на франкировка вменява минимум задължения на продавача и максимум на купувача. Терминът „Ex Works“ често се използва при даване на първоначална оферта за продажбата на стоки, без да са включени каквито и да било разходи. EXW означава, че продавачът приготвя стоката готова за натоварване в неговите помещения (завод, фабрика, склад, завод) на датата, договорена с клиента. Купувачът заплаща всички разходи за транспорт и също носи рисковете за транспортиране на стоките до крайната им дестинация. Продавачът не натоварва стоката и не дължи такси за износ. Ако продавачът натовари стоката, то той го прави на риск на купувача и разходите са за купувача. Ако страните желаят продавачът да отговаря за товаренето на стоките и транспорта и да носи риска и всички разходи за такова натоварване, това трябва да стане ясно чрез добавяне на изричния текст в този смисъл в договора за продажба.
- FCA / Free Carrier (named place) = франко превозвача (уговорено място) – Продавачът доставя стоките, освободени за износ до превозвача одобрен от купувача, на определено място. Това се използва за всеки режим на транспорт. Продавачът е длъжен да натовари стоките върху превозвача одобрен от купувача. Основният документ, удостоверяващ прехвърляне на отговорността е разписката за предаване от превозвач към изпълнителят износител.
- FAS / Free Alongside Ship (named port of shipment) франко протежение на кораба (уговорено пристанище за натоварване) – Продавачът е длъжен да предостави стоките на кораба в уговореното пристанище. Продавачът е длъжен да освободи стоките за износ. този вид франко е подходящ само за морския транспорт, но не и за мултимодална морския транспорт в контейнери (виж Incoterms 2010, публикуване ICC 715). Този термин обикновено се използва за тежки или насипни товари
- FOB / Free On Board (named port of shipment) = франко борд (уговорено пристанище за натоварване)
- CFR / Cost and Freight (named port of destination) = стойност и навло (уговорено пристанище в местоназначението)
- CIF / Cost, Insurance and Freight (named port of destination) = стойност, застраховка и навло (уговорено пристанище в местоназначението)
- CPT / Carriage Paid To (named place of destination) = превоз, платен до (уговорено местоназначение)
- CIP / Carriage and Insurance Paid То (named place of destination) = превоз и застраховка, платени до (уговорено местоназначение)
- DAF / Delivered At Frontier (named place) = доставено до граница (уговорено място)
- DES / Delivered Ex Ship (named port of destination) = доставено от кораб (уговорено пристанище в местоназначението)
- DEQ / Delivered Ex Quay (named port of destination) = доставено от кей (уговорено пристанище в местоназначение)
- DAP / Delivered at Place (named place of destination) = доставка на място (уговорено местоназначение)
- DDP / Delivered Duty Paid (named place of destination) = доставено, мито платено (уговорено местоназначение)

### Обобщение
За всеки термин, „ “ означава, че продавачът има отговорността да предостави услугата в цената. „“ означава, че е отговорност на купувача. Ако застраховката не е включена в термина (напр. CFR), тогава застраховката по време на транспорта е отговорност на купувача или продавача, в зависимост
Понякога терминът франкировка (или „франкиране“) се използва на български в смисъл на договаряне на превоз по международен търговски договор.

### Вид плащане за превоз
В това значение, много рядко използвано на български, франкировка означава предварително (пълно или частично) заплащане на транспортните разходи при експедиране на стоки съобразно с условията на търговската сделка.